# Halové mistrovství Československa v atletice 1987
Halové mistrovství Československa v atletice 1987 se konalo v Jablonci nad Nisou ve dnech 7. a 8. února 1987.

## Medailisté

### Muži
| Soutěž                        | Zlato                      | Stříbro                | Bronz                      |
| 60 m                          | František Ptáčník 6.65     | Ivo Pištěk 6.67        | Josef Lomický 6.77         |
| 200 m                         | Milan Bělošek 21.96        | Jiří Valík 21.98       | Pavel Polomský 22.33       |
| 400 m                         | Stanislav Návesňák 48.67   | Jiří Janoušek 49.02    | Pavol Štenko 49.07         |
| 800 m                         | Tomáš Tůma 1:49.43         | Petr Novák 1:50.58     | Juraj Jánošík 1:52.38      |
| 1500 m                        | Vladimír Slouka 3:43.08    | Jan Kraus 3:44.02      | Jiří Ernst 3:44.80         |
| 3000 m                        | Lubomír Tesáček 8:02.71    | Pavel Michálek 8:03.84 | Luboš Gaisl 8:06.16        |
| 60 m př.                      | Jiří Hudec 7.70            | Aleš Höffer 7.83       | Pavel Šáda 7.93            |
| Chůze na 5000 m               | Jozef Pribilinec 19:06.93  | Roman Mrázek 19:09.18  | Ivo Piták 19:15.65         |
| Skok do výšky                 | Róbert Ruffíni 221         | Jindřich Vondra 218    | Josef Hrabal 218           |
| Skok o tyči                   | František Jansa 540        | Zdeněk Lubenský 540    | Michal Prunar 515          |
| Skok daleký                   | Róbert Széli 793           | Ivo Krsek 790          | Zdeněk Hanáček 772         |
| Trojskok                      | Ivo Bilík 16.02            | Luboš Dyntar 15.43     | Pavel Wiedermann 15.42     |
| Vrh koulí                     | Richard Navara 20.05       | Jozef Lacika 19.73     | Jan Bártl 16.44            |
| Osmiboj Praha 13. – 14.2.1987 | Věroslav Valenta 6370 bodů | Petr Müller 5810 bodů  | Radek Bartakovič 5771 bodů |

### Ženy
| Soutěž                        | Zlato                        | Stříbro                          | Bronz                      |
| 60 m                          | Monika Špičková 7.43         | Helena Trojancová-Syrůčková 7.49 | Jana Niková 7.70           |
| 200 m                         | Monika Špičková 24.66        | Jana Niková 24.70                | Zuzana Toporcerová 25.50   |
| 400 m                         | Zuzana Machotková 55.39      | Helena Dziurová 55.68            | Bohumila Lukasová 57.94    |
| 800 m                         | Gabriela Sedláková 2:04.88   | Petra Pokorná 2:07.80            | Věra Tylová 2:11.18        |
| 1500 m                        | Alena Močáriová 4:20.93      | Věra Nožičková 4:21.12           | Kateřina Čapounová 4:30.15 |
| 3000 m                        | Jana Kučeríková 9:11.89      | Ľudmila Melicherová 9:15.66      | Alena Močáriová 9:26.36    |
| 60 m př.                      | Vanda Nováková 8.46          | Iveta Prellerová 8.52            | Iveta Tesařová 8.87        |
| Chůze na 3000 m               | Dana Vavřačová 13:11.25      | Zuzana Holveková 14:25.37        | Jana Jegrová 14:52.62      |
| Skok do výšky                 | Jana Brenkusová 192          | Zdena Svatošová 186              | Alena Varcholová 183       |
| Skok daleký                   | Eva Murková 674              | Vanda Nováková 620               | Eva Kotvasová 618          |
| Vrh koulí                     | Helena Fibingerová 19.52     | Soňa Vašíčková 18.82             | Alena Vitoulová 18.15      |
| Pětiboj Praha 13. – 14.2.1987 | Michaela Mohaplová 3703 bodů | Martina Blažková 3672 bodů       | Lucie Suchá 3314 bodů      |